# Jacek Różycki
Jacek Hyacinthus Różycki (auch: Rositzky oder Ruziski, * um 1635 vermutlich in Łęczyca; † zwischen 30. Juni 1703 und 31. Dezember 1704) war ein polnischer Komponist.
Über Różyckis Lebensdaten herrscht große Unklarheit. Er war wahrscheinlich Schüler von Bartłomiej Pękiel, dem er wohl als Leiter der Königlichen Kapelle in Warschau folgte. Nach der Wahl Augusts des Starken zum polnischen König ging er nach Dresden, wo er neben Johann Christoph Schmidt die polnische Kapelle leitete.
Er komponierte zahlreiche Hymnen, Messen und Konzerte.